# Wimbledon Championships 2019/Quaddoppel
Das Quaddoppel (Rollstuhl) der Wimbledon Championships 2019 war ein Rollstuhltenniswettbewerb in London und fand vom 11. bis zum 14. Juli statt.
Es war die erste Austragung dieses Wettbewerbs bei den Wimbledon Championships, allerdings fand im Vorjahr bereits ein Spiel als Demonstrationswettbewerb (Exhibition match) statt.

## Hauptrunde
Zeichenerklärung
- Q = Qualifikant
- WC = Wildcard
- LL = Lucky Loser
- ITF = qualifiziert über ITF-Ranking
- ALT = alternate (Ersatz)
- PR = Protected Ranking
- SE = Special Exempt
- r = retired (Aufgabe)
- d = Disqualifikation
- w.o. = walkover
- [ ] = Match-Tie-Break

|  | Finale |                               |   |    |  |
|  |        |                               |   |    |  |
|  |        | Dylan Alcott Andrew Lapthorne | 6 | 7  |  |
|  |        | Kōji Sugeno David Wagner      | 2 | 64 |  |
|  |        |                               |   |    |  |